# Demer Holleran
Demer Holleran (* 1967) ist eine ehemalige US-amerikanische Squashspielerin.

## Karriere
Demer Holleran war in den 1990er-Jahren auf der WSA World Tour aktiv und gewann in dieser Zeit einen Titel. Bei den Panamerikanischen Spielen gewann sie 1995 mit der Mannschaft sowie im Einzel die Silbermedaille. Auch 1999 gewann sie in diesen beiden Disziplinen Silber.
Mit der US-amerikanischen Nationalmannschaft nahm sie 1990, 1992, 1994, 1996 und 1998 an der Weltmeisterschaft teil. Im Einzel stand sie zwischen 1990 und 1994 dreimal im Hauptfeld der Weltmeisterschaft. Bei allen drei Teilnahmen erreichte sie die zweite Runde. Sie vertrat die Vereinigten Staaten bei den World Games 1997 und schied in der Gruppenphase aus. Sie wurde zwischen 1989 und 1999 insgesamt neunmal US-amerikanischer Meister. 1993 wurde sie Panamerikameisterin im Einzel.
Demer Holleran erzielte einen Abschluss an der Princeton University und war in dieser Zeit auch im College Squash aktiv. Im Anschluss an ihre Spielerkarriere begann sie als Trainerin zu arbeiten, unter anderem lange Jahre für die Mannschaft von Princeton. Seit 2007 ist sie Besitzerin eines Fitness- und Squashclub in King of Prussia.

## Erfolge
- Panamerikameisterin: 1993
- Gewonnene WSA-Titel: 1
- Panamerikanische Spiele: 4 × Silber (Einzel und Mannschaft 1995, Einzel und Mannschaft 1999)
- US-amerikanische Meisterin: 9 Titel (1989–1994, 1996, 1997, 1999)